# رومین آرگیرودیس
رومین آرگیرودیس (انگلیسی: Romain Argyroudis؛ زادهٔ ۶ نوامبر ۱۹۴۶) بازیکن فوتبال اهل فرانسه است.
از باشگاه‌هایی که در آن بازی کرده‌است می‌توان به باشگاه فوتبال لانس، باشگاه فوتبال المپیاکوس، و باشگاه فوتبال نیس اشاره کرد.